# Lycée-Collège de la Planta
 (avril 2022).
Si vous disposez d'ouvrages ou d'articles de référence ou si vous connaissez des sites web de qualité traitant du thème abordé ici, merci de compléter l'article en donnant les références utiles à sa vérifiabilité et en les liant à la section « Notes et références ».
Le Lycée-Collège de la Planta est une école de maturité située à Sion en Valais. Ce collège compte actuellement environ 1030 étudiants pour un peu moins de 100 professeurs.

## Historique du collège
Le Lycée-Collège cantonal de la Planta, anciennement « collège des Dames-Blanches », ou « collège Ste-Marie-des-Anges », a appartenu jusqu'en 1977 à la Congrégation des Sœurs franciscaines de Sainte-Marie-des-Anges (diocèse d'Angers, France).

### Le collège Sainte-Marie-des-Anges

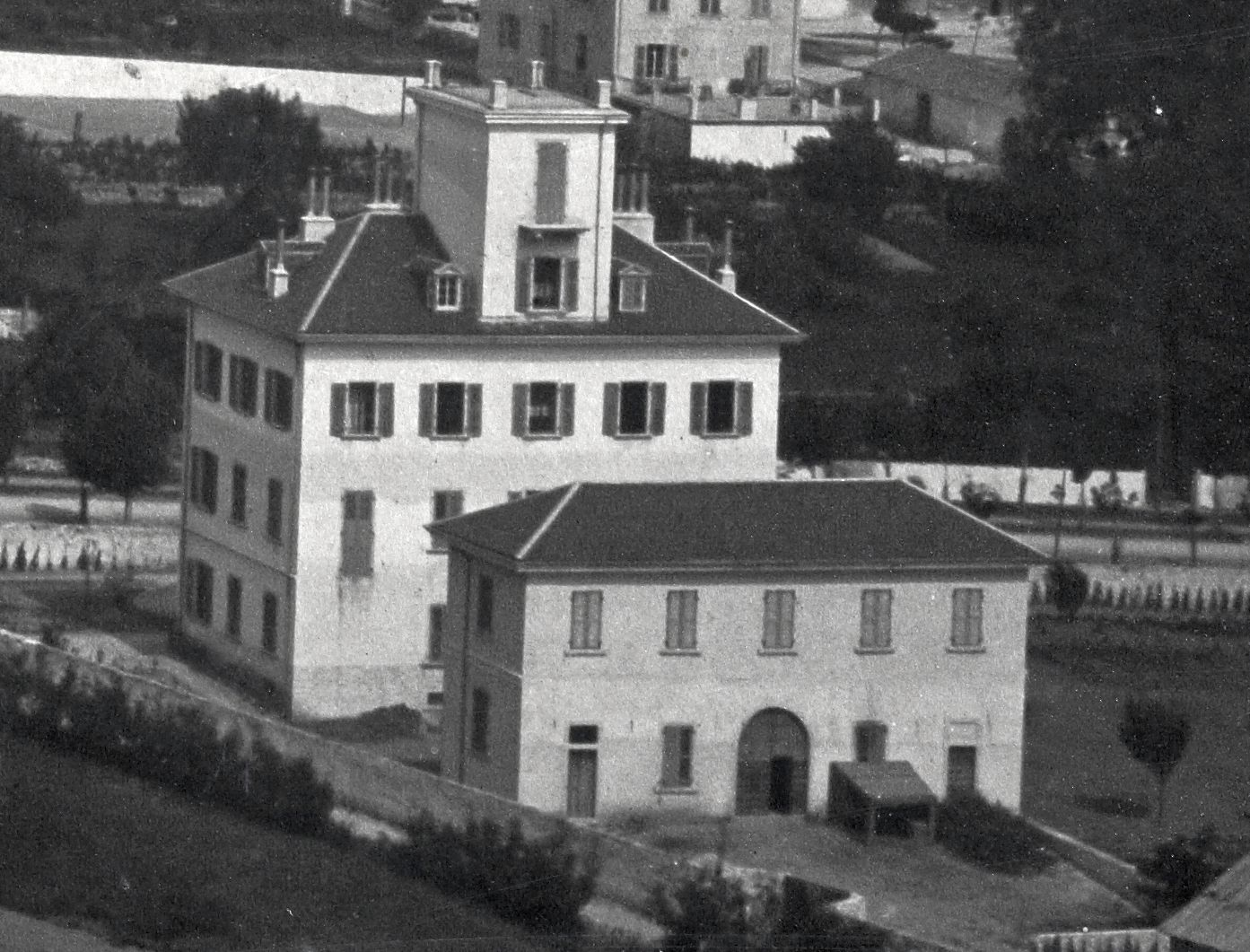
Le bâtiment du collège vers 1860

Ces sœurs franciscaines arrivent à Sion en 1885,. Appelées « Dames blanches » en raison de leur habit blanc, elles ouvrent d'abord un pensionnat « destiné à l’instruction primaire et supérieure des jeunes filles ». Si elles se vouent à l'enseignement, ces sœurs franciscaines restent fidèles à leur mission première, qui est de venir en aide aux plus démunis : un service pour s'occuper des familles en difficulté est institué.
De 1920 à 1940, ce bâtiment abrite ensuite une École Normale et, en 1937, les Sœurs ouvrent un collège classique. En 1940 sont engagés les premiers professeurs laïcs. Les premiers certificats de maturité fédérale sont délivrés en 1943. En 1948, l'établissement organise pour la première fois des examens cantonaux.
De 1961 à 1976, le collège Sainte-Marie-des-Anges passe peu à peu des mains des Dames Blanches aux mains de l'État. En 1965, une ancienne élève, mademoiselle Bruttin, devient directrice et des professeurs laïcs remplacent petit à petit les Sœurs.
Au printemps 1975, la Supérieure générale des Franciscaines de Sainte-Marie-des-Anges informe le département de l'instruction publique que sa Congrégation a pris la décision de renoncer, à partir de l'automne 1977, à la responsabilité du Collège Sainte-Marie-des-Anges.

### Le Lycée-Collège de la Planta
Le Conseil d'État prend acte de cette décision lors de sa séance du 25 juin 1975 et décide alors de maintenir deux collèges cantonaux sur la place de Sion, afin de conserver toute la souplesse voulue à ce niveau d'enseignement. Dès la rentrée de septembre 1977, le collège de Sainte-Marie-des-Anges est reconnu comme établissement scolaire cantonal au sens de l'article 71 de la loi du juillet 1962 sur l'instruction publique. Il faudra pourtant attendre 1981 pour que l'établissement devienne un collège mixte et change de nom : il est alors appelé « Lycée-Collège de la Planta »,.
De 1980 à 1991, le nombre d'élèves double. D'importants travaux, tels que la construction du bâtiment de liaison et de la cour centrale, la transformation du bâtiment est ou encore la réfection de la toiture et des façades des bâtiments central et est, débutent en été 1993, pour s'achever en automne 1996,. Durant toute la durée des travaux, les cours se poursuivent normalement et aucune classe n'est déplacée à l'extérieur du collège. Le collège renové est inauguré en mars 1997.
Dès la rentrée 1997-1998, le Lycée-Collège de la Planta, pour faire face à une augmentation régulière des étudiants et aux nouveaux besoins créés par l'introduction de la RRM (règlementation concernant la Reconnaissance des certificats de Maturité gymnasiale) doit utiliser plusieurs locaux de l'ancienne École normale du Valais romand.
Cependant, pour des soucis d'organisation, les locaux de l'ancienne École normale sont progressivement échangés avec ceux de l'école primaire située à côté du bâtiment principal du Lycée-Collège de la Planta, et ce dès la rentrée 2007-2008. Un pavillon, comportant deux salles de classe supplémentaires, a également été construit.

## Forum annuel de la Planta
Le forum annuel de la Planta (FAP) est une reconstitution du siège de l'ONU qui se déroule une fois par année,.

## Projet de déplacement du collège
Depuis juin 2017, L’État du Valais réfléchit à la construction d’un nouveau collège pour remplacer la Planta. En effet, les collèges de Sion débordent. Aux Collège des Creusets, des classes préfabriquées ont été installées dans la pelouse. Déplacer le collège de la Planta permettrait d’avoir une capacité conforme aux besoins.
La ville de Sion souhaiterait récupérer les locaux (dans un délai raisonnable). La ville recherche des solutions pour l’école des Collines qui doit être entièrement rénovée ainsi que des classes supplémentaires pour le cycle. Si les choses se passent de cette manière, l’école actuelle des Collines qui se trouve dans un bâtiment classé pourrait être réaffectée.
Le nouveau collège devrait se situer près de l'ancien Stand. Il y aurait des synergies possibles avec les Creusets, avec les terrains de sport et en termes de mobilité, la proximité de la gare serait un atout.
Les partenaires concernés insistent sur le fait que ce projet se trouve pour l’instant au stade de la réflexion.

## Anciens élèves
- Estelle Balet
- Virgile Elias Gehrig
- Alexandre Jollien[15]
- Noémie Schmidt